# William Fairbairn
Sir William Fairbairn, 1º baronete (de Ardwick) (Kelso, 19 de fevereiro de 1789 — 18 de agosto de 1874) foi um engenheiro civil, engenheiro estrutural e construtor de navios escocês.

## Obras
- Remarks on Canal Naviation. London: Longman, Rees, Orme, Brown & Green. 1831. Consultado em 4 de junho de 2009
- An Account of the Construction of the Britannia and Conway Tubular Bridges. London: John Weale. 1849. Consultado em 4 de junho de 2009
- Two Lectures: The Construction of Boilers, and on Boiler Explosions, with the means of prevention. [S.l.: s.n.]
- On Tubular Girder Bridges. London: W. Clowes and Sons. 1851. Consultado em 4 de junho de 2009
- On the Application of Cast and Wrought Iron to Building Purposes. London: John Weale. 1854. Consultado em 4 de junho de 2009
- Useful Information for Engineers. London: Longmans
- Iron, Its History, Properties, and Processes of Manufacture. Edinburgh: Adam and Charles Black. 1861. Consultado em 4 de junho de 2009
- Treatise on Mills and Millwork, Part I and Part II]. London: Longmans, Green and Company. 1863. Consultado em 4 de junho de 2009
- Experiments to determine the effect of impact, vibratory action, and long continued changes of load on wrought iron girders, (1864) Philosophical Transactions of the Royal Society, London vol. 154, p311
- Treatise on Iron Ship Building: Its History and Progress. London: Longmans, Green and Co. 1865. Consultado em 4 de junho de 2009
- The Principles of Mechanism and Machinery of Transmission. Philadelphia: Henry Carey Baird. 1871. Consultado em 4 de junho de 2009
- The Life of Sir William Fairbairn, Bart., (ed. W. Pole, 1877)